# Nhà thờ chính tòa Santiago de Compostela

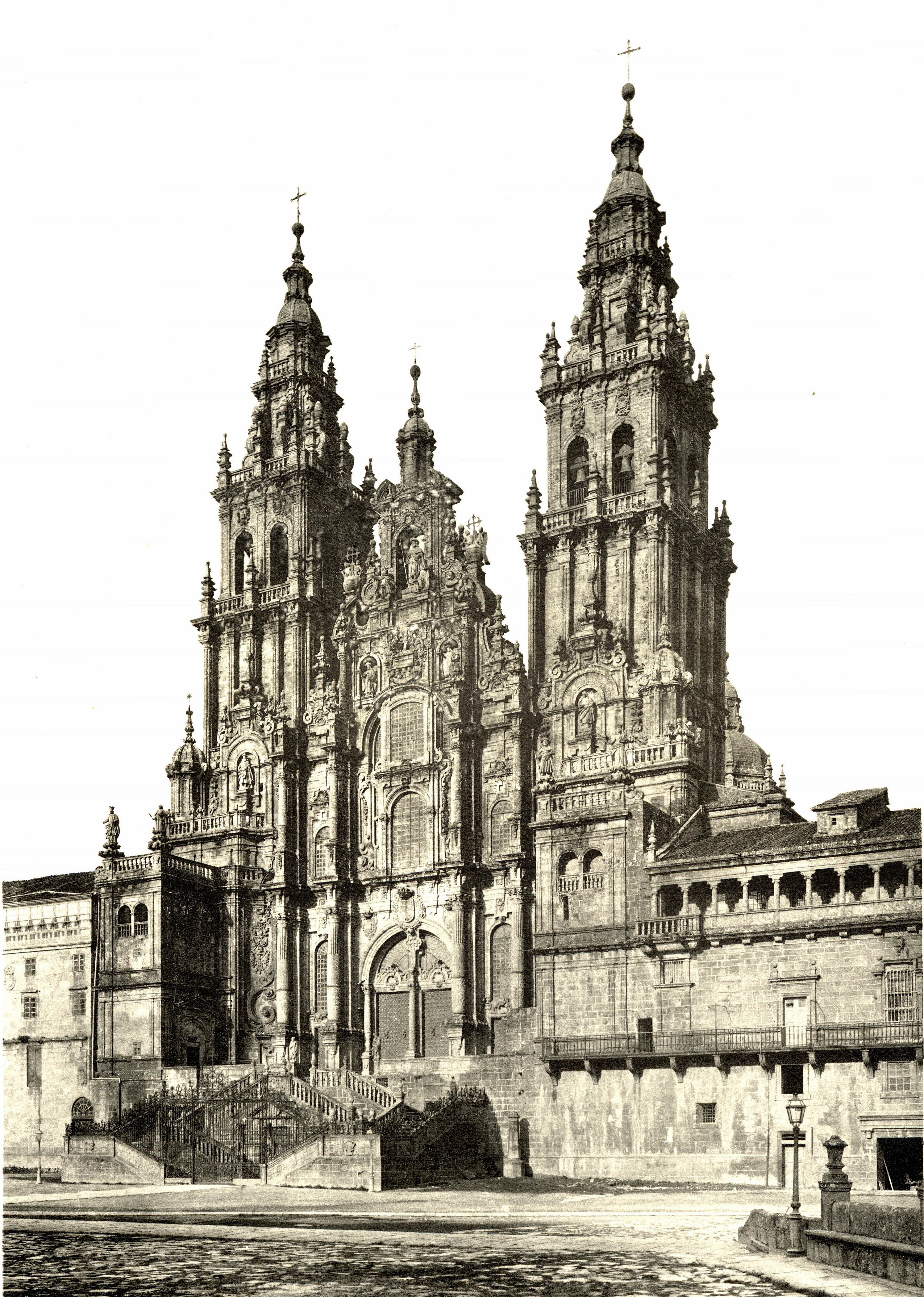
Phía tây của nhà thờ chính tòa, Collotype 1889

Nhà thờ chính tòa Santiago de Compostela (tiếng Galicia: Catedral de Santiago de Compostela) là nhà thờ chính tòa của Tổng giáo phận Santiago de Compostela, và cũng là một di sản thế giới ở Santiago de Compostela, Galicia, Tây Ban Nha. Nhà thờ này là nơi chôn cất Thánh Giacôbê Tông đồ (tiếng Tây Ban Nha: Santiago), một người thuộc nhóm mười hai tông đồ của Chúa Giêsu. Trong lịch sử, nhà thờ chính tòa này là nơi hành hương quan trọng trên đường hành hương Santiago de Compostela, từ sơ kỳ Trung Cổ. Nhà thờ mang nét kiến trúc Roman, sau đó thêm vào các kiến trúc Gothic và kiến trúc Baroque.